# أوميغا بوست
أوميغا بوست (بالإنجليزية: Omega Boost)‏ ، هي لعبة فيديو من نوع اطلاق النيران، أنتجت عام 1999م.

## تقييم لعبة
| استقبال |         |
| --- | ------- |
| مجموع النقاط المجموع نقاط غيم رانكينغز 73% [ 4 ] نتائج المراجعة نشرة نقاط أول غيم [ 5 ] إدج 7/10 [ 6 ] إلكترونك غيمينغ مونثلي 8.83/10 [ 7 ] غيم إنفورمر 7.75/10 [ 8 ] غيم ريفولوشن C+ [ 3 ] غيم برو [ 9 ] غيم سبوت 6.5/10 [ 10 ] آي جي إن 6.3/10 [ 11 ] نيكست جينرايشن [ 12 ] مجلة بلاي ستيشن الرسمية (الولايات المتحدة) [ 1 ] بي.إس.إم. [ 13 ] |         |
| مجموع النقاط |         |
| المجموع | نقاط    |
| غيم رانكينغز | 73%     |
| نتائج المراجعة |         |
| نشرة | نقاط    |
| أول غيم | [ 5 ]   |
| إدج | 7/10    |
| إلكترونك غيمينغ مونثلي | 8.83/10 |
| غيم إنفورمر | 7.75/10 |
| غيم ريفولوشن | C+      |
| غيم برو | [ 9 ]   |
| غيم سبوت | 6.5/10  |
| آي جي إن | 6.3/10  |
| نيكست جينرايشن | [ 12 ]  |
| مجلة بلاي ستيشن الرسمية (الولايات المتحدة) | [ 1 ]   |
| بي.إس.إم. | [ 13 ]  |

## وصلات خارجية
- Omega Boost على موبي غيمز
- Omega Boost at آي جي إن
- Omega Boost at Game Set Watch